# 特別保護區
特別保護區 （英語：Special Protection Area；簡稱SPA）是一個根據歐盟《鳥類指令》而設立的保護區。指令下，歐盟各成員國有義務保護侯鳥的棲息地和保護受威脅鳥類。特別保護區與特別保育區在歐盟境內組成一個自然保護區網絡，名為Natura 2000。每個保護區均有其識別碼，例如北諾福克海岸特別保護區的代碼為UK9009031。

## 參看
- 湿地公约

## 外部連結
- 维基共享资源上的相關多媒體資源：特別保護區